# لولیا نکولا
لولیا نکولا (انگلیسی: Iulia Necula؛ زادهٔ ۲۶ آوریل ۱۹۸۶) یک بازیکن تنیس روی میز اهل رومانی است.